# Ambronen
De Ambronen (Latijn: Ambrones) waren een stamverband in het oude Germania. Aan het einde van de 2e eeuw v.Chr. trok een deel van de stam met de Cimbren en Teutonen naar het zuiden en werden daar door de Romeinen als een bedreiging gezien (Cimbrische Oorlog).

## Het woord "Ambrones"
Een bevredigende verklaring voor de herkomst van de term "ambrones" is er nog niet gevonden. De belangrijkste aanwijzing lijkt het Indogermaanse "Ambr-" te zijn, dat als "water" of "regen" kan worden vertaald. Het Angelsaksische Widsithgedicht noemt echter ook een stam de ymbre, wiens naam van het Angelsaksische woord voor "kind", "umbor", zou kunnen zijn afgeleid.

## Oorsprong
Nauw verbonden met de woordbetekenis is de kwestie van de oorsprong van de ambrones. Een verwantschap met de Italiaanse Umbriërs wordt niet uitgesloten. Plutarchus brengt hen in verband met de Liguriërs en Rufius Festus gebruikt de term als synoniem voor "gespuis". Anderzijds duiden een groot aantal plaats- en riviernamen in het huidige Duitse taalgebied mogelijk op hun plaats van afkomst. Zo kan hun thuisland zowel in Beieren aan de Amper, als ook aan de Noordzeekust hebben gelegen, waar de naam van het eiland Amrum (toen Ambrum geheten) op mogelijke verband met de Ambronen schijnt te wijzen.
Hoewel de Romeinse historicus Festus Rufius de Ambrones tot de Galliërs rekent, gaat men er tegenwoordig eerder uit van een Germaanse afkomst. Aangezien ze zich bij de groep van de Teutonen aansloten, die uit het huidige Jutland waren vertrokken, is het kustgebied de meest waarschijnlijke kandidaat als thuisland van de Ambronen.